# Xenopirostris
Xenopirostris es un género de aves paseriformes en la familia Vangidae. Todas son endémicas de Madagascar.

## Especies
Se reconocen las siguientes especies:
- Xenopirostris damii – vanga de Van Dam.
- Xenopirostris polleni – vanga de Pollen.
- Xenopirostris xenopirostris – vanga de Lafresnaye.